# Блас Рока
Блас Ро́ка (ісп. Blas Roca, справжнє ім'я Франсіско Вільфредо Кальдеріо ісп. Francisco Wilfredo Calderío; 24 липня 1908 — 25 квітня 1987) — діяч революційного і робітничого руху Куби. Син учителя. З 1929 — член Компартії Куби.

## Життєпис
Упродовж 1929 — 1931 років очолював партійну і професійну організації шевців міста Мансанільйо. Неодноразово зазнавав репресій за революційну діяльність. З 1933 року — секретар, а з 1934 — генеральний секретар Компартії Куби. 1935 року обраний кандидатом у члени ВККІ. Ініціатор об'єднання (1939) Компартії Куби з революційно-демократичною організацією «Революційний союз» у «Революційно-комуністичний союз», перейменований 1944 року в Народно-соціалістичну партію. Генеральний секретар Народно-соціалістичної партії з 1944 року. Очолювана Блас-Рока партія вела (1952 — 1959) активну боротьбу проти диктаторського режиму Фульхенсіо Батиста.
У 1940 — 1948 і 1950 — 1954 роках — депутат конгресу (парламенту) Куби.